# Вышивка крестом
Вышивка крестом — вид вышивки, которая выполняется на канве с помощью иглы и цветных нитей мулине или других нитей для вышивания, в том числе шерстяных, используется техника в полный крест или полукрест.
Вышивка крестом — один из видов рукоделия, искусство которого уходит корнями в эпоху первобытной культуры, когда люди использовали стежки каменными иглами при шитье одежд из шкур животных. Изначально материалами для вышивки были кожа животных, жилы, волокна конопли или шерсти, волосы.
Так как вышивание крестом производится при помощи иголки, служащей как бы острым продолжением или окончанием нитки: шерстяной, бумажной или шёлковой, то и иголка, пока она не стала металлической и не дошла до современного её усовершенствованного состояния, выделывалась из самых разнородных материалов: из дерева, кости, а в глубокой древности и у дикарей на это шли древесные иглы, рыбьи кости, щетина и прочее. Вышивают нитками, бумагой, шерстью, шёлком, золотом, серебром, с использованием бусин, бисера, стекляруса, иногда настоящего жемчуга, самоцветных камней, блёсток, а также и монет (реже всего).
Вышивки Ирана и Индии отличаются множеством растительных мотивов, изображением птиц, животных и классических национальных литературных сюжетов. Вышивки Византии, отличающиеся красотой шёлкового шитья (золото, серебро), разнообразными узорами, оказали значительное влияние на развитие искусства вышивки крестом во многих странах Европы в период средневековья, когда появились свои уникальные расцветки, орнаменты, и техника вышивки крестом, индивидуальная для каждой национальности.

## Канва
В современном вышивании крестом основой вышивки является канва. Это специальным образом выработанное на фабрике полотно, размеченное в клетку таким образом, что каждая клеточка канвы является местом для нанесения креста нитками. Существует большое разнообразие материалов, из которых производят канву (шёлк, лён, хлопок, смеси и даже пластик), но главный её показатель — размерность канвы — идет из английских традиций и указывается числом, означающим число крестиков на дюйм ткани. Самые популярные размерности канвы — 14-я, 16-я и 18-я, то есть четырнадцать, шестнадцать и восемнадцать крестиков на дюйм или, соответственно, 5,5 кл./см, 6,3 кл./см и 7,2 кл./см.
Также есть более жесткая ткань с крупными дырочками. Называется страмин. Применяется для вышивания крестом шерстью или в технике ковровая вышивка. Очень хорош для начинающих из-за крупных дырочек, ниток и игл. Используется для вышивания ковриков, подушек, гобеленов и т. д.
Наравне с канвой популярна и ткань равномерного переплетения, основное отличие которой в том, что она не размечена в клетку. Лен и смешанные льняные ткани состоят из одиночных нитей, с переплетением, в котором нить проходит под перпендикулярной ей и над следующей перпендикулярной. Существуют ткани с переплетением 18,25,28, 32, 36 и 40 нитей на дюйм (2,54см). Вышивка на ткани равномерного переплетения получается более детализированной.
Накладная канва — это канва, предназначенная для вышивания на ткани, не имеющей равномерного переплетения.
Также для вышивания на ткани существует водорастворимая канва. После окончания вышивки её достаточно опустить в теплую воду и канва растворится.
В некоторых вышивальных наборах производитель наносит на канву рисунок, который впоследствии заполняется вышитым крестом. Такую технику называют «печатный крест». Такой крест бывает водорастворимый и нет. Если на канве рисунок не обозначен, то это техника называется счётным крестом (приходится самостоятельно отсчитывать количество крестиков).

## Виды вышивальных техник
- Простой крест начинают вышивать справа сверху по диагонали налево вниз, а заканчивают справа снизу по диагонали налево вверх. Все верхние стежки должны лежать в одном направлении, ровно, как и нижние в противоположном направлении.
- Полукрест — первый стежок шитья «простого» крестика.
- Удлинённый крест — техника вышивания этого крестика аналогична простому крестику, только крестик заполняет не одну клетку канвы, а две или три клетки, расположенные вертикально.
- Удлинённый крест со строчкой — удлиненный по высоте крест с небольшим горизонтальным стежком в центре.
- Славянский крест — перекрещивающиеся с наклоном удлинённые крестики.
- Прямой крест — состоит из вертикальной и горизонтальной линий.
- Чередующиеся крестики — эта вышивка состоит из обыкновенных крестиков и других прямых. Начинают вышивать слева направо; проводят нитку через четыре вертикальные нитки и между четырьмя горизонтальными сверху вниз.
- Двойной, или «болгарский», крест — чередование простых крестиков и между ними маленьких прямых.
- Саккинин крест — сакнитский вид вышивания
- «Звёздочка» — ещё один вид перекрещивания, состоящий из прямого крестика, на который накладывается четыре наклонных диагональных стежка такого же или меньшего размера.
- Крест Левиафан — шов отличается от простого крестика тем, что осложнён ещё двумя перекрещивающимися линиями (вертикальной и горизонтальной).
- Рисовый шов — сначала заполняют весь фон большими крестами через четыре и четыре нитки, а затем только приступают к рисовым стежкам.
Это стежки, проходящие через концы четырёх разветвлений большого крестика так, что они сходятся в пространстве между крестиками, образуя, в свою очередь, новый крестик. Для первых крестиков берут довольно толстую нитку, а для вторых — более тонкую нитку другого цвета.
- Итальянский крест — состоит из 8 стежков, первые 4 повторяют болгарский крест, остальные «окаймляют» его по периметру клетки, соединяя верхние, правые, нижние и левые углы между собой.

## Методы вышивания
- По цветам — последовательное вышивание по цветам, при котором путь нитки проходит по всей непрерывной области данного цвета в вышивальной схеме. Вышивание по цветам удобно для схем с большим количеством цветов.
- Рядами (рядами) — вышивание цвета ограничено одним рядом и не продолжается, пока ряд не будет закончен полностью. Вышивание рядами подходит для более простых схем с небольшим числом цветов.

Главное, чтобы «крестики» были ровными, а изнанка — гладкой, без «протяжек» и узелков.

## Математическое моделирование в вышивке крестом

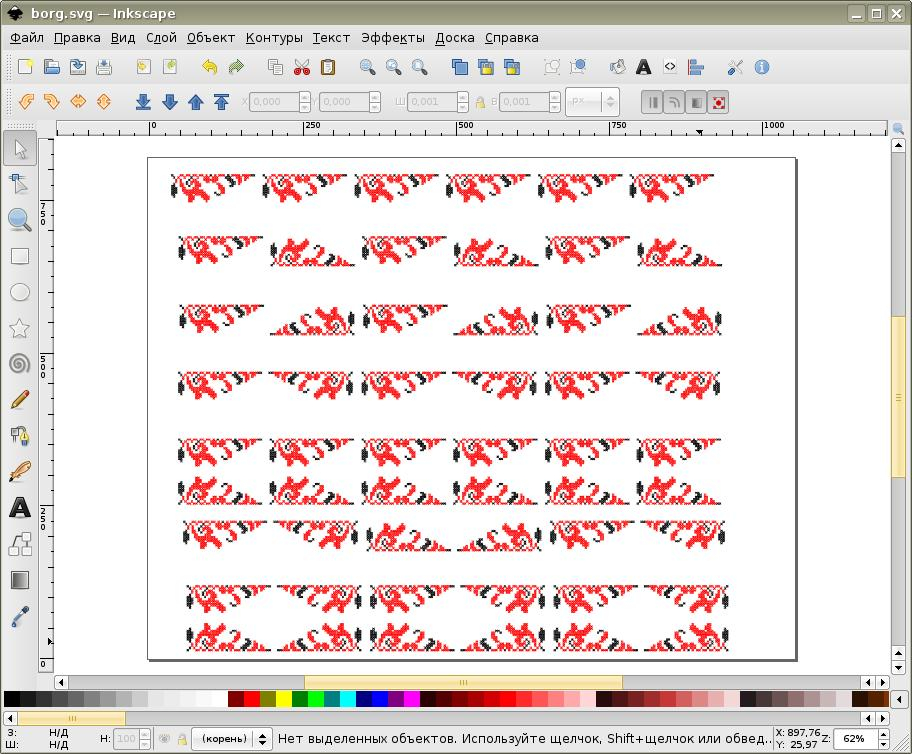
Экранная форма программы Inkscape (7 типов симметрий бордюров)

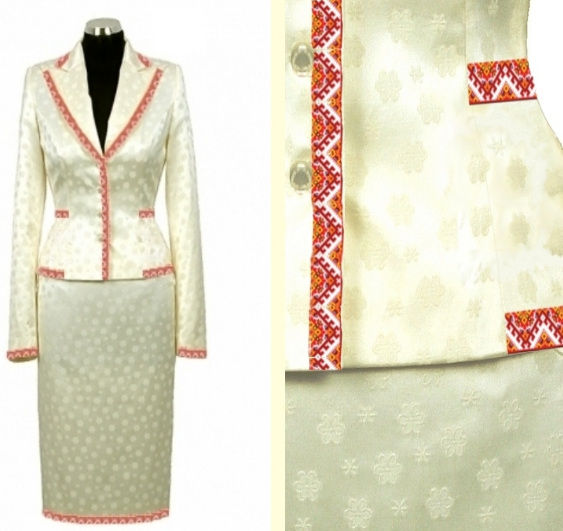

Симметрия — это самое яркое композиционное средство, с помощью которого создают элементы вышивки (орнаменты). Изучение орнаментов вышивки не ограничивается знаниями об их видах, цветовом решении или других характеристиках внешнего вида.
Важной составляющей является способ образования композиций орнаментов и их размещение на плоскости. Для создания бордюров — линейных орнаментов используют такие преобразования: параллельный перенос; зеркальная симметрия с вертикальной осью; зеркальная симметрия с горизонтальной осью; вращающаяся (центральная симметрия).

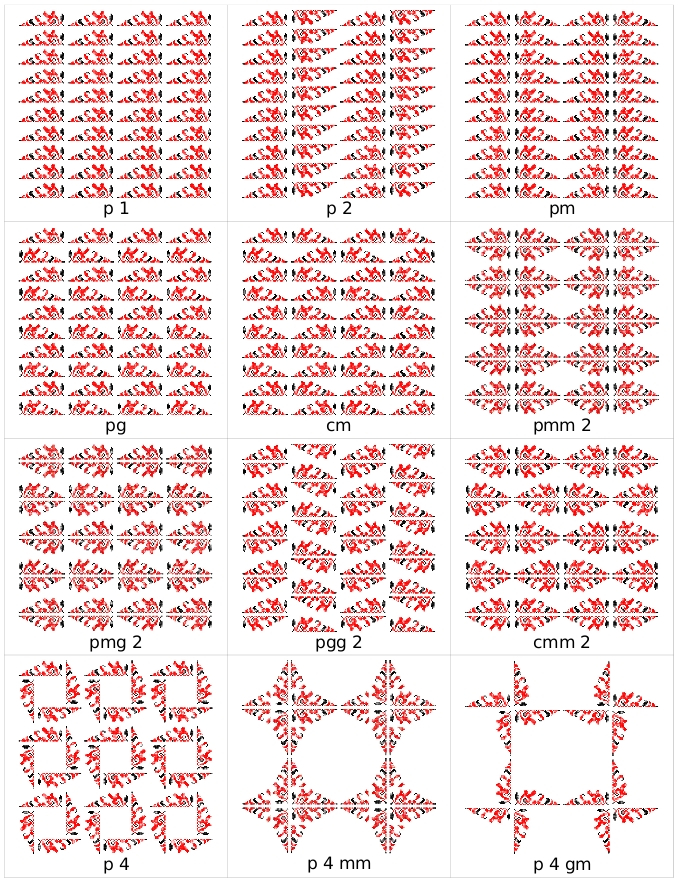
Виды решетчатых орнаментов, созданных с помощью программы «Inkscape» (12 групп симметрии решетчатых орнаментов из 17, которые не приводят к изменению угла расположения крестов)

Наиболее распространены полосы орнаментов вышивок (бордюры). Всего существует 7 типов симметрий бордюров. Создания бордюров (орнаментальных полос) можно выполнить с помощью программы Inkscape. Полученные бордюры можно использовать для отделки современной женской одежды.
Однако, кроме бордюров существуют орнаменты, которые заполняют всю плоскость, например, решетчатый орнамент. Его располагают по невидимой решетке с различными формами ячеек.
Чаще всего в народной одежде используют прямоугольную решетку. Это можно объяснить тем, что использование структуры ткани или канвы накладывали ограничения на расположение крестов (кресты не могли быть расположены под углом к нитям основы и утка). То есть группы симметрии, которые приводят к изменению угла расположения крестов (например ячейка решетки, равносторонний треугольник) не используют.
Хотя различают 17 групп симметрии решетчатых орнаментов, определено, что при вышивке крестом используют только 12 групп.
Каждая из групп симметрии имеет свой код. Он характеризует симметрию с помощью которой, этот орнамент построен. Эти коды используют при «создании узоров из клонов» в программе «Inkscape».
Каждый из кодов группы симметрии может быть описан словесной формулой. С каждой группой симметрии связано своё зрительное восприятие.
Решетчатые орнаменты можно использовать для создания орнаментов вышивки, контуры которой соответствуют деталям швейных изделий.

## Современный способ машинной вышивки двойными крестообразными элементами
Для повышения качества вышивания предложен новый способ заполнения орнаментов вышивки двойными крестообразными элементами (ДКЭ), которые позволяют вышивать орнаменты любой формы без образования стежков перехода. Поскольку переход и закрепление осуществляется за счет стежков, входящих в состав ДКЭ. На рисунках представлены схемы расположенных по диагонали крестов, образуемых стежками разной длины и образованных ДКЭ и их фотографическое изображение.
|  |  |  |
|  |  |  |